# Drone metal
Drone metal (cunoscut și ca drone doom și power ambient) este un stil al muzicii heavy metal care îmbină ritmurile lente și greutatea doom metal-ului, cu tonurile de lungă durată ale muzicii drone. Drone metal este uneori asociat cu post-metal sau experimental metal.

## Caracteristici
De obicei, chitara electrică este utilizată cu o cantitate mare de reverb sau feedback audio, în timp ce vocea dacă este prezentă, este de obicei în stil growl sau scream. Cântecele de multe ori duc lipsă de beat sau ritm în sensul tradițional și sunt de obicei foarte lungi.

## Influențe
Drone metal îmbină elemente dintr-o varietate de influențe muzicale, inclusiv de la artiști rock/metal cum ar fi Black Sabbath, Sleep, Swans, și compozitori minimaliști ca Phill Niblock, Charlemagne Palestine, La Monte Young, și Tony Conrad.

## Istoric

### Anii 1990

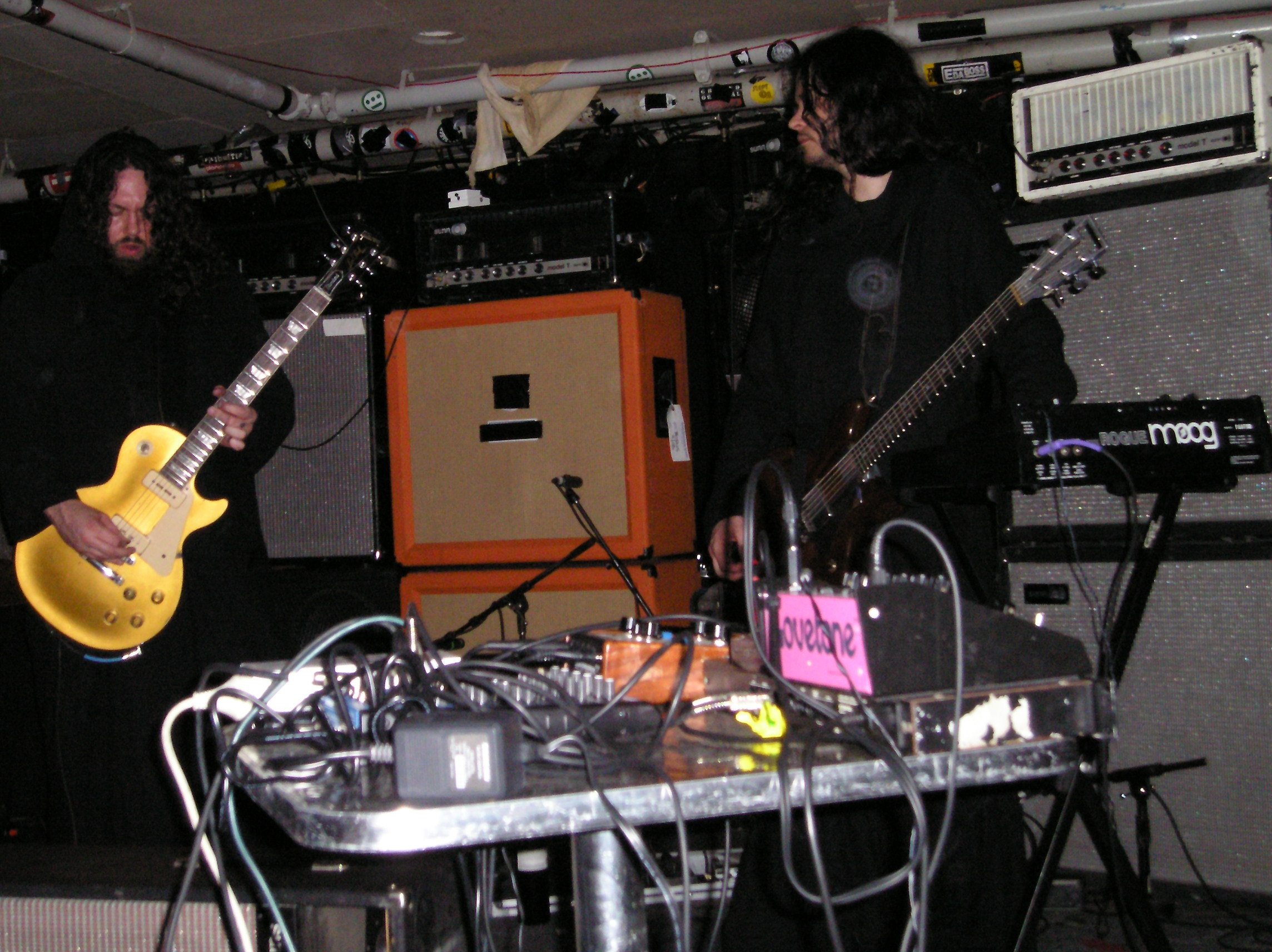
Sunn O))) în clubul The Middle East, 2006

Drone metal a fost definit prima oară de către Earth, o formație din Seattle, înființată în 1990, care l-a descris ca un "post-grunge minimalist". Earth s-a inspirat de la trupa sludge metal Melvins și de la formația de muzică minimalistă La Monte Young. Formația Burning Witch, înființată 5 ani mai târziu, la fel în Seattle, a continuat în aceeași manieră, incorporând vocal neuzual și ropte de feedback audio. Formația inițial înregistra pentru casa de discuri prominentă Slap-a-Ham. Grupul ulterior al lui O'Malley, Sunn O))), format inițial ca un omagiu pentru Earth, este cel mai responsabil pentru proeminența contemporană a stilului drone metal. Godflesh este de asemenea o influență marcantă pentru multe grupuri. Formația Boris, din Tokyo, de asemenea a dezvoltat un stil drone metal, paralel cu cel al trupelor din Seattle, așa cum a făcut și Corrupted, din Osaka.

### Anii 2000
Nadja (Toronto), Jesu (UK), Black Boned Angel (Wellington, Noua Zeelandă), Khanate (New York City), Ocean (Portland, Maine), Growing (New York City), KTL (Washington/Londra), Ascend și Eagle Twin (USA), Teeth of Lions Rule the Divine (Nottingham, Anglia) și Moss (Southampton, Anglia) sunt formații proeminente de drone metal care s-au înființat la începutul secolului al XXI-lea. Muzicieni de noise ca Kevin Drumm și Oren Ambarchi, la fel au lucrat în acest stil. Proietul ”Essentialist” al lui Rhys Chatham este o contribuție la drone metal de către un compozitor mai în vârstă, încercând să "ajungă la o esență a priori a heavy metal-ului, reducând-o la o progresie de acorduri de bază".